# Bruche (Betzdorf)
Bruche ist der größte Stadtteil von Betzdorf in Rheinland-Pfalz. Mundartlich wird der Ort „Brooch“; dessen Bewohner werden „Brööjer“ genannt (ⓘ).

## Geographische Lage
Der Ort liegt im Westen des Stadtkerns von Betzdorf; der Stadtteil grenzt im Westen an Scheuerfeld. Flankiert wird Bruche im Norden und Osten von der Siegstrecke und der Sieg, auf der anderen Seite der Sieg liegt Wallmenroth und im Süden der Scheuerberg. Nach Osten hin grenzt Bruche unmittelbar an die Stadt Betzdorf und wird dort durch die Straßen (von Süden nach Norden) Kolpingplatz, den Hellseifen (dort durch den namensgebenden, heute versickerten Bach „Hellseifen“), die Friedrich-Ebert-Straße und die Burggasse begrenzt.
Zur Gemarkung Bruche gehören auch die historischen Gemarkungen „Hellseifen“ und „Lasdorf“.

## Geschichte

### Vom Mittelalter bis ins 19. Jahrhundert
Es wird vermutet, dass Bruche anfangs aus nur einem Gehöft bestand, an das der Straßenname Im Höfgen erinnert. In Richtung der Sieg besteht eine große Abbruchkante im Gelände, die eine Besiedelung von Osten her zunächst verhinderte. Zudem ist seit jeher das Haubergswesen in der Region verbreitet, das sich aber in Bruche nicht lohnte. Hinzu kommt, dass sich viele Hauberge in der näheren Umgebung, vornehmlich am Scheuerberg, in Privatbesitz befanden. Nur im Zusammenschluss mit Scheuerfeld war ein gewisser Ertrag möglich. Wer sich im Hauberg verdingen wollte, musste sich auf einen Handel mit den jeweiligen Besitzern einlassen. Im Gegenzug durfte man sich im heutigen Bruche niederlassen, wo maximal Viehtrieb oder Obstanbau auf den dortigen Feldern möglich war. Wald, und damit potentielle Hauberge, gab es dort nicht. An den „letzten Hirten Bruches“ erinnert die Johannes-Krell-Straße; „Vater Krell“, wie er genannt wurde, zog mit seinen Ziegen durch das heute bebaute Gebiet des Oberdorfs an der „Kreuzeiche“. Darunter befanden sich einige Obstbaumplantagen, wie auch im heutigen Hellseifen, der erst nach dem Zweiten Weltkrieg vollständig bebaut wurde.
Der Ort war zu jener Zeit also als „Ausweichsiedlung“ für Scheuerfeld anzusehen. Älter als das „Höfgen“ dürfte allerdings der „Hof Lasthorff“ sein, der ab dem Mittelalter bewirtschaftet und erwähnt wird und im 19. Jahrhundert zerfiel. Die Lasdorfer Straße erinnert an das Gebiet um den Hof.

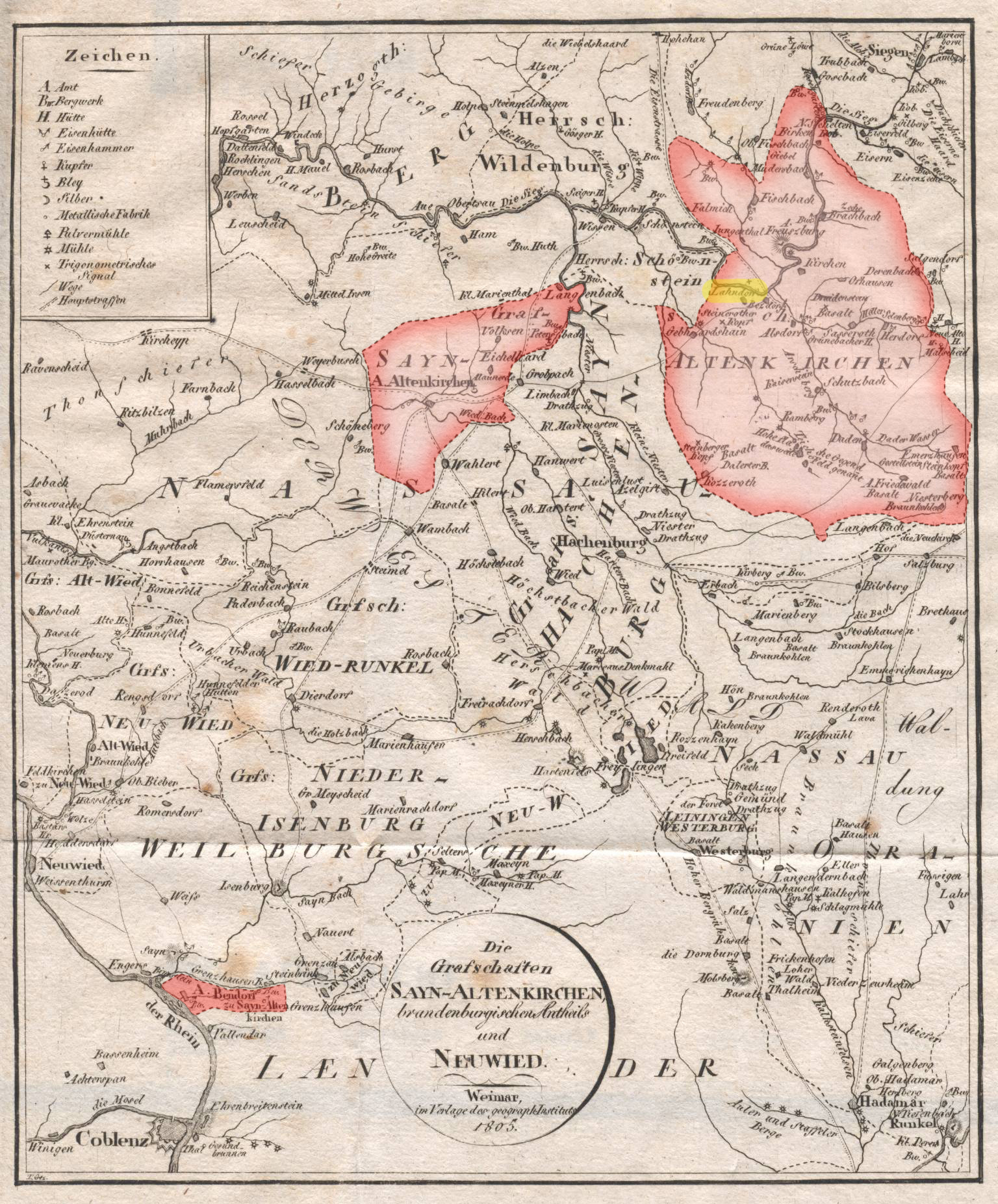
Auf einer Landkarte der Grafschaft Sayn-Altenkirchen aus dem Jahre 1805 wird Lasdorf noch als „Lahndorf“ (gelb markiert) erwähnt; Bruche noch gar nicht

Nach dem Wiener Kongress 1815 fiel die Grafschaft Sayn-Altenkirchen an Preußen und den entstehenden Kreis Altenkirchen. Die Gemeinde Bruche gehörte dann zur Bürgermeisterei Kirchen. Ab 1. April 1886 gehörte Bruche dem neu eingerichteten Bürgermeisteramt Betzdorf an.
Einwohnerentwicklung bis 1905
| Jahr | Einwohner |
| ---- | --------- |
| 1845 | 124       |
| 1864 | 146       |
| 1867 | 166       |
| 1885 | 514       |
| 1905 | 803       |

### Von der Eingemeindung 1907 bis heute
Am 1. April 1907 wurde Bruche nach Betzdorf eingemeindet.

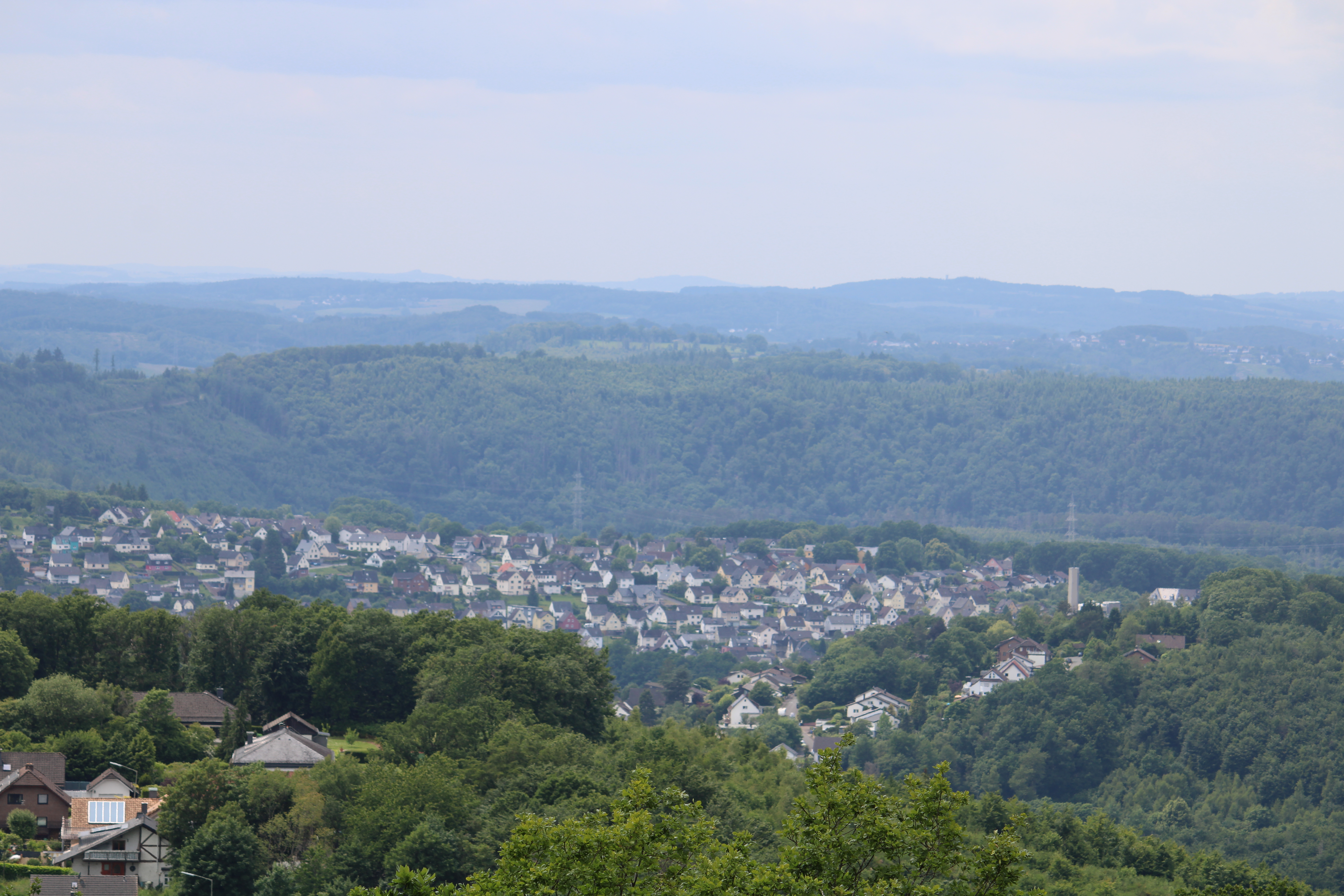
Blick vom Ottoturm auf Bruche (links der Drosselweg und – deutlich erkennbar – die Scheuerfelder Straße, rechts die Kirche „Maria Königin“)

Forciert wurde die Eingemeindung der zuvor eigenständigen Gemeinde insbesondere durch den Gemeindeverordneten Karl Stangier (1844 – 1913). Ihm ist es auch zu verdanken, dass die Moltkestraße, die sich auf Betzdorfer Gebiet befindet, zum Bayersberg hin verlängert wurde und Bruche so eine bessere Anbindung an Betzdorf erlangte. Bis dahin war Bruche von Betzdorf nur über die Eberhardystraße und den Gäulenwald erreichbar. Seine Bemühungen stehen auch unter dem Gesichtspunkt, dass er sein Haus zum Bau des Rangierbahnhofs verkaufte und im Lasdorf ein neues Haus errichtete, das heute noch steht.
Stangier hatte dabei mit großem Widerstand zu kämpfen. Allerdings war ihm bewusst, dass Bruche zwar durch den Rangierbahnhof, der auf Brucher Gebiet lag, hohe Steuereinnahmen erzielen konnte (so zahlte die Königlich preußisch-hessische Staatseisenbahnverwaltung 30.000 RM an Bruche, wohingegen Betzdorf nur 15.000 RM erhielt) sah aber auch die Notwendigkeit von Versorgungsleitungen (Wasser und Abwasser), die sich nur im Zusammenschluss errichten ließen. Zudem ahnte er, dass Betzdorf neues Bauland benötigen würde. Bereits Bruche verzeichnete durch den Bau der Deutz-Gießener Eisenbahn ab 1855 und deren Eröffnung im Jahr 1861 einen enormen Zuwachs an Einwohnern. Zum Vergleich: Betzdorf hatte 1845 251 Einwohner; Bruche kam zur selben Zeit auf 124 Einwohner.
So gab es zwar viele Bewohner und damit auch potentielle Steuerzahler, jedoch nur eine Bäckerei und zwei Gastwirtschaften im Ort. Und so ließen die Brucher ihr Geld eher in Betzdorf, als in Bruche. Das Gros der Brucher ging auch nach Betzdorf zur Arbeit, was auf der Hand lag, denn die Siedlungen in der Gäulenwaldstraße und ebenso am Kolpingplatz (früher Neue Siedlung genannt) wurden eigens für die Eisenbahner errichtet, die ihre Arbeitsstätte in Betzdorf hatten; nicht in Bruche.
Der Einwohnerzuwachs war auch an der Dorfschule zu spüren, die nur durch Erweiterungen genug Platz für die Vielzahl an Schülern bieten konnte (sie stand dort, wo seit 1967 die Kirche „Maria Königin“ steht). Ab 1964 wurde ein neues Schulgebäude an der Johannes-Krell-Straße gebaut, in dem seit 1983 die Christophorus Schule beheimatet ist.
Stangiers Schaffen fand erst mehr als 30 Jahre später in der Betzdorfer Zeitung Würdigung und damit erst mehr als 20 Jahre nach seinem Tod.
Mit der Eingemeindung verpflichtete Betzdorf sich im Gegenzug bis zum Ende des Jahres 1908 zur Sanierung der Wege und Straßen sowie zum Anschluss der Wasserleitungen an das Betzdorfer Netz.
Das heute bebaute Gebiet am Scheuerberg (zu Zeiten der Eingemeindung wurde der Weg nach Dauersberg noch „Fuchslocherweg“ genannt) wurde erst nach der Eingemeindung zu Bauland erklärt und der Friedhof erst 1956 – also drei Jahre nach der Stadtwerdung Betzdorfs – eingerichtet. Über die Ausweisung neuen Baulandes des noch bewaldeten Gebietes am Scheuerberg wurde zwischen 2019 und 2023 diskutiert.
Die Bebauung des Gebietes um die „Kreuzeiche“ und an der Scheuerfelder Straße steht exemplarisch für die Nachkriegszeit. Wie andere Städte und Gemeinden war Betzdorf gezwungen, Flüchtlinge aus den vormals deutschen Ostgebieten aufzunehmen. Dazu wurde weiteres Bauland ausgewiesen und der Ort vergrößerte sich zusehends. So verschwanden beispielsweise nahezu sämtliche Streuobstwiesen und Felder, die jahrhundertelang das Ortsbild prägten. Die letzte genossenschaftliche Obstplantage, wie sie in Bruche bis in die 1970er Jahre üblich war, liegt am Bayersberg, direkt am Brucher Ei.
Der Ortsverband Betzdorf des THW verlegte am 21. Juni 2025 offiziell mit einem Tag der offenen Tür seinen Sitz von Scheuerfeld nach Bruche an die Straße Fahrendrieschen, Ecke Industriestraße.

### Bildungswesen
Von 1819 an bestand zwischen Scheuerfeld und Bruche eine Schulgemeinschaft, welche erst 1883 wegen wachsender Schülerzahlen aufgegeben wurde.
Ab 1889 gab es in Bruche eine eigene Dorfschule. Nachdem diese aber nach mehr als 70 Jahren im Betrieb und mehreren Erweiterungen baufällig war, wurde ab 1964 an der Johannes-Krell-Straße ein neues Gebäude errichtet, welches seit 1983 den Namen Christophorus Grundschule trägt. Das Grundstück erhielt man im Tausch von Geländestücken vom Kloster.
Die Arrenbrechtstraße, die das Unterdorf zwischen Lasdorf und Theresenstraße quert, ist nach dem Lehrer Arrenbrecht, der Anfang des 20. Jahrhunderts, bis spätestens zur Machtergreifung der Nazis in der Dorfschule unterrichtete, benannt.

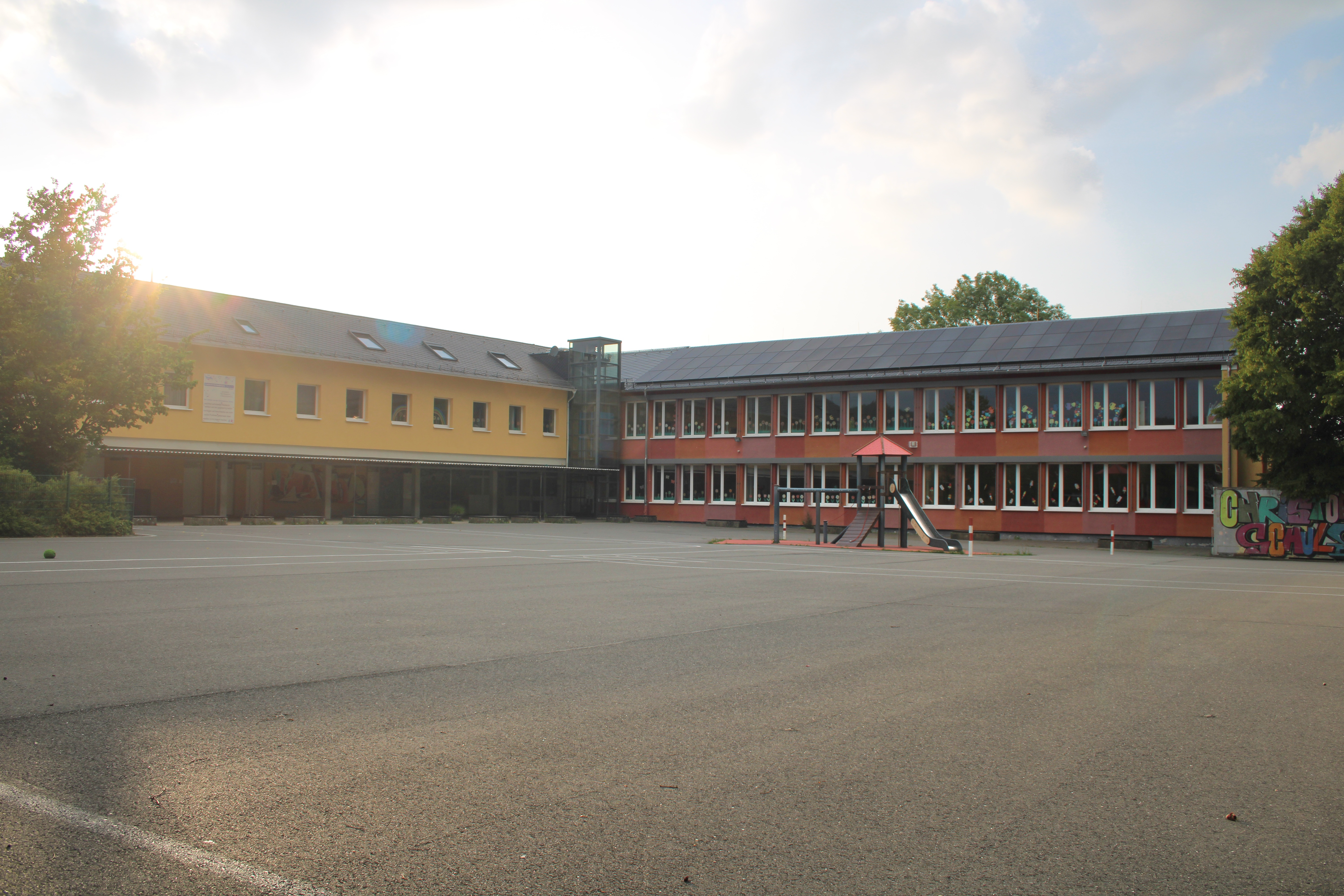
Christophorus Grundschule

Der Kindergarten, ehemals „Haus Nazareth“, seit 2025 „Kita Blumenwiese“ wurde ab 1956 erbaut und unter der Trägerschaft des Bistums Trier betrieben. Nach einem langwierigen Streit zwischen Bistum, Stadt und Eltern aufgrund gesundheitsgefährdenden Schimmelbefalls in den 2010er und 2020er Jahren, wurde das Gebäude im Jahr 2021 durch das Gesundheitsamt des Landkreises Altenkirchen gesperrt und 2022 an die Kommune übertragen, die den Betrieb nach erfolgter Kernsanierung unter neuem Namen seit Juni 2025 sicherstellt.

### Einzelhandel
Bis in die 1990er-Jahre gab es noch kleinere Geschäfte im Ort (Tante-Emma-Läden), die aber dem Marktdruck der großen Einzelhandelsketten nicht standhalten konnten. Daher ist Bruche mittlerweile ein nahezu reines Wohngebiet.
Seit einigen Jahren befindet sich an der Ortsgrenze zu Scheuerfeld ein großer Supermarkt mit Bäckerei, der optisch zu Bruche zugehörig wahrgenommen wird, jedoch knapp auf Scheuerfelder Gemeindegebiet liegt.

### Sehenswürdigkeiten
In Bruche steht die Kirche „Maria Königin“, Betzdorfs zweite katholische Pfarrkirche, die 1967 konsekriert wurde. Das Geläut, bestehend aus vier Glocken, erhielt die Kirche erst im folgenden Jahr, 1968, durch die Glockengießerei von Friedrich Wilhelm Schilling und die Orgel im Jahr 1975 von Franz Breil. Die Kirche wurde mit Genehmigung des Bistums als Erweiterung zur nahe liegenden Klosterkapelle errichtet. Sie bildete daher zunächst auch eine eigene Gemeinde (die Gemeinde „Heilige Familie“), gehört jedoch mittlerweile zur Gemeinde St. Ignatius.
Gleich neben der Kirche befindet sich das 1926 gegründete Kloster Bruche der Missionare von der Heiligen Familie, das kurz vor dem hundertjährigen Jubiläum, ab 2022, zu einem Pflegeheim umgebaut wurde und nun in private Hand übergegangen ist. Kolportiert wurde ein Verkaufspreis von 2,8 Millionen Euro. Es ist das erste Hospiz seiner Art im Landkreis Altenkirchen.
Das Kloster steht am Ende des Klosterwegs, der 2019 Teil einer SWR-Reportage der Landesschau Rheinland-Pfalz war.
Dem Kloster gehörte über viele Jahrzehnte der ortsbekannte „Bruder Valentin“ (* 1916 als Karl Sluga in Lubowitz – † 2003 in Bruche) an. Er lebte seit Ende des Zweiten Weltkriegs im Kloster Bruche und unterrichtete Jugendliche in der Blasmusik. Nach ihm ist der Valentinsweg benannt.
An der Scheuerfelder Straße steht mit der fast 400 Jahre alten „Kreuzeiche“ ein Naturdenkmal von enormer Größe. Sie trägt ihren Namen allerdings nicht, wie man vermuten würde, aufgrund des davor aufgestellten Kreuzes; sondern weil sich an jener Stelle einst die Wegkreuzung nach Dauersberg befand. (siehe auch Liste der Naturdenkmale in Betzdorf)

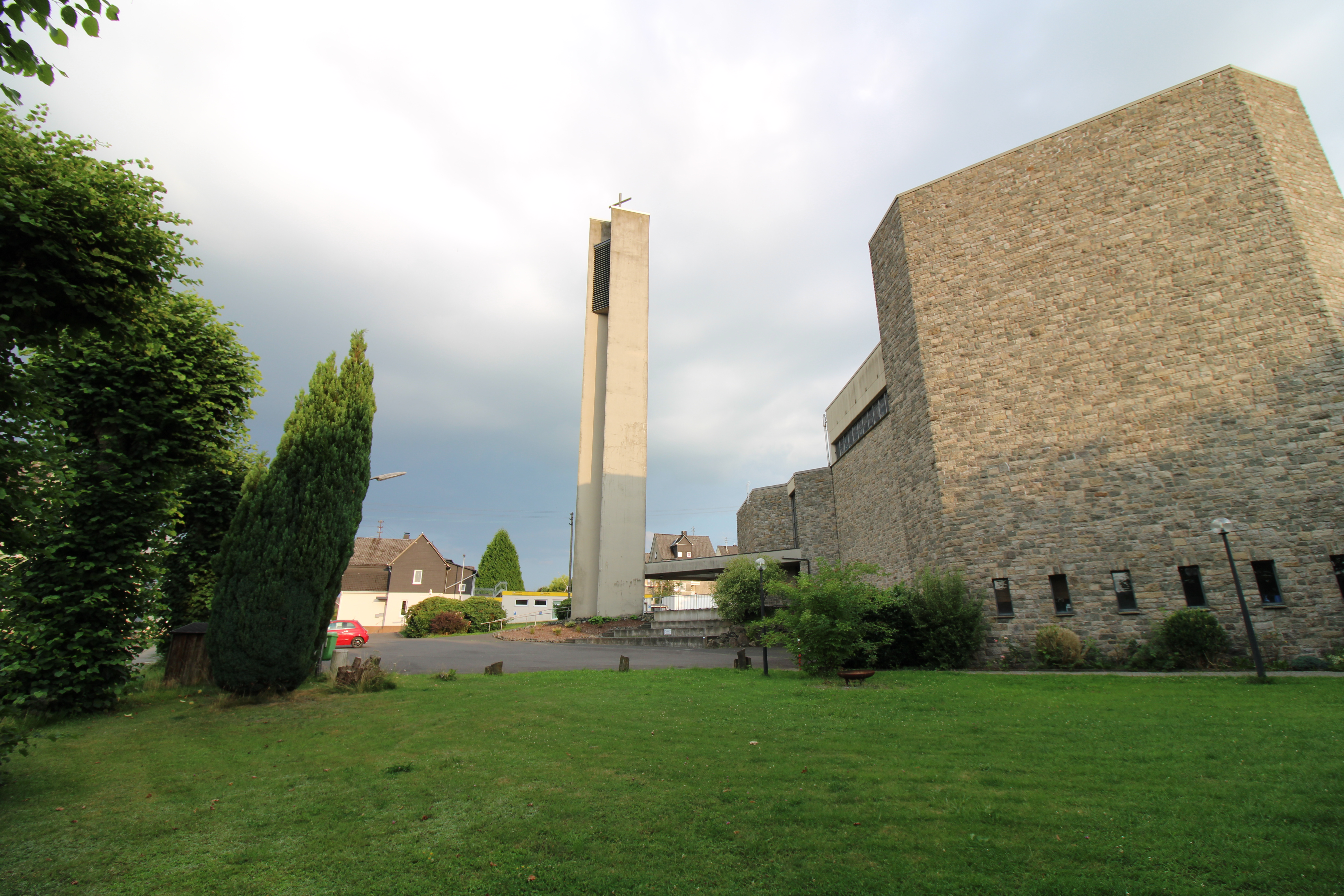
Pfarrkirche „Maria Königin“
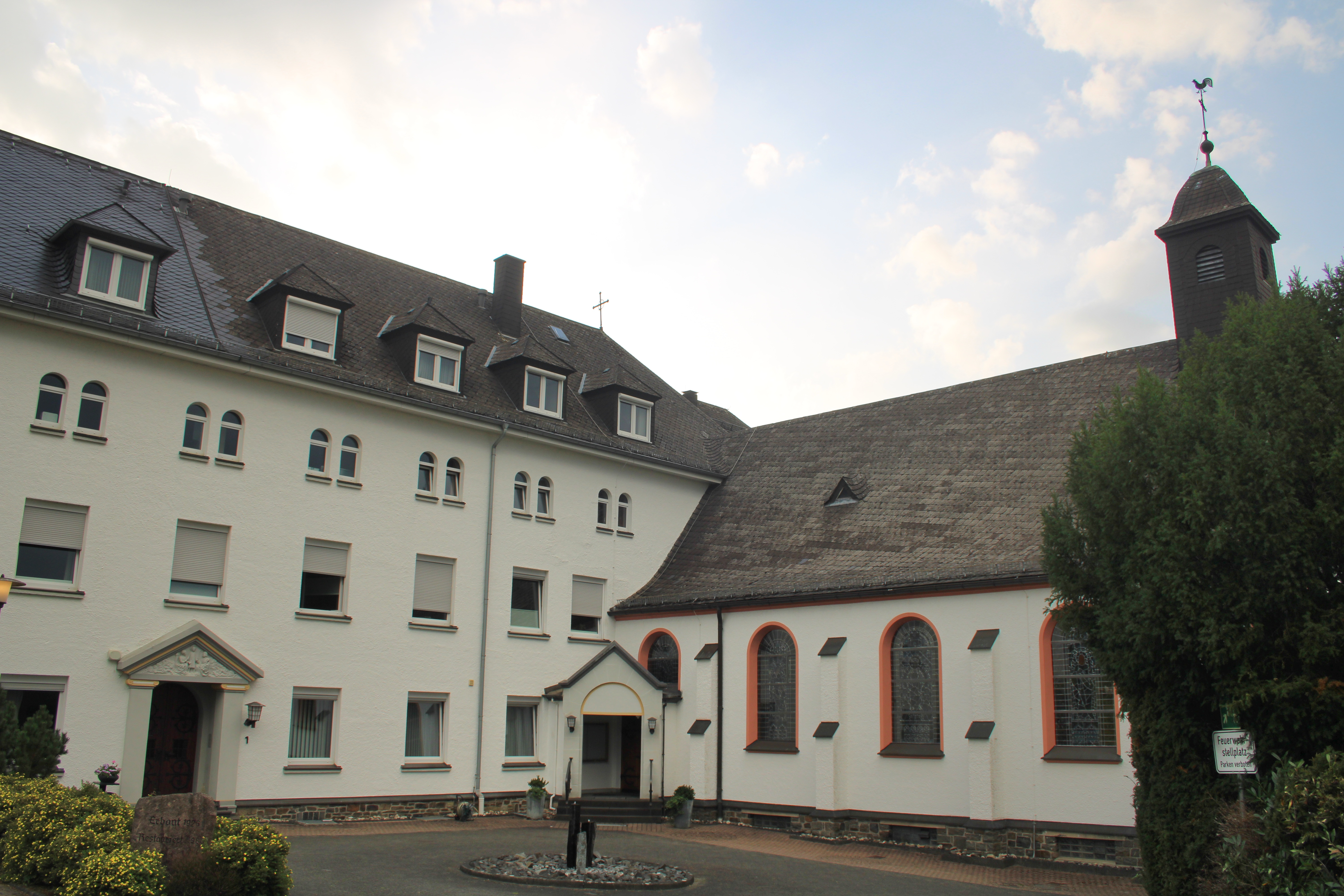
Kloster Bruche
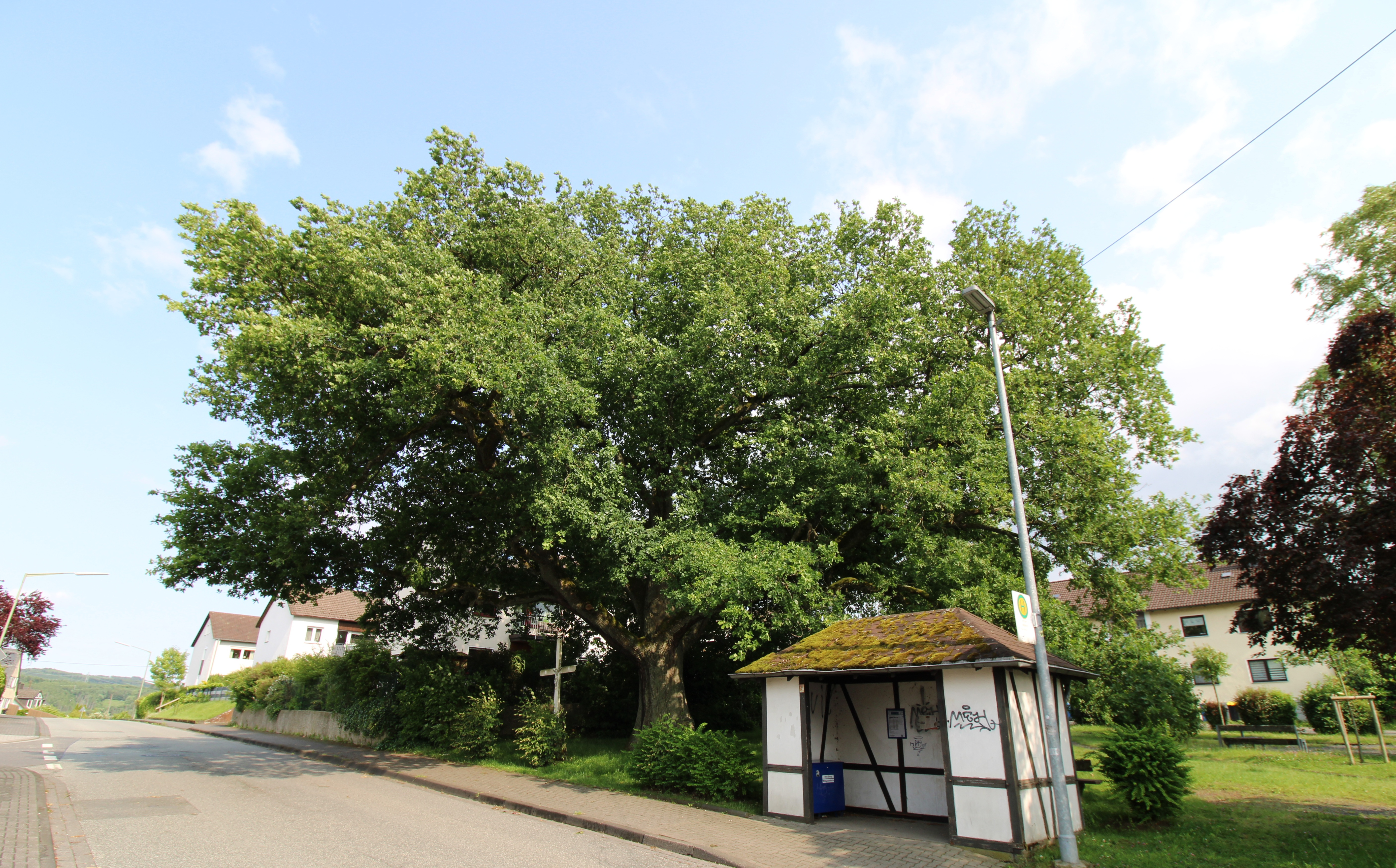
Kreuzeiche

An der Straße Am Scheuerberg liegt Betzdorfs zweiter Friedhof.
Im weiteren Verlauf des Scheuerbergs hat im Wald die Grillhütte der Stadt ihren Standort. In direkter Nachbarschaft dazu betreibt die DJK Betzdorf eine Tennisplatzanlage sowie der Ski- und Freizeitclub Betzdorf den 2023 fertiggestellten „Pumptrack Betzdorf-Bruche“.
Unterhalb der Pfarrkirche „Maria Königin“ steht in der Straße Im Grund ein Ehrenmal für die Gefallenen des Ersten Weltkriegs.

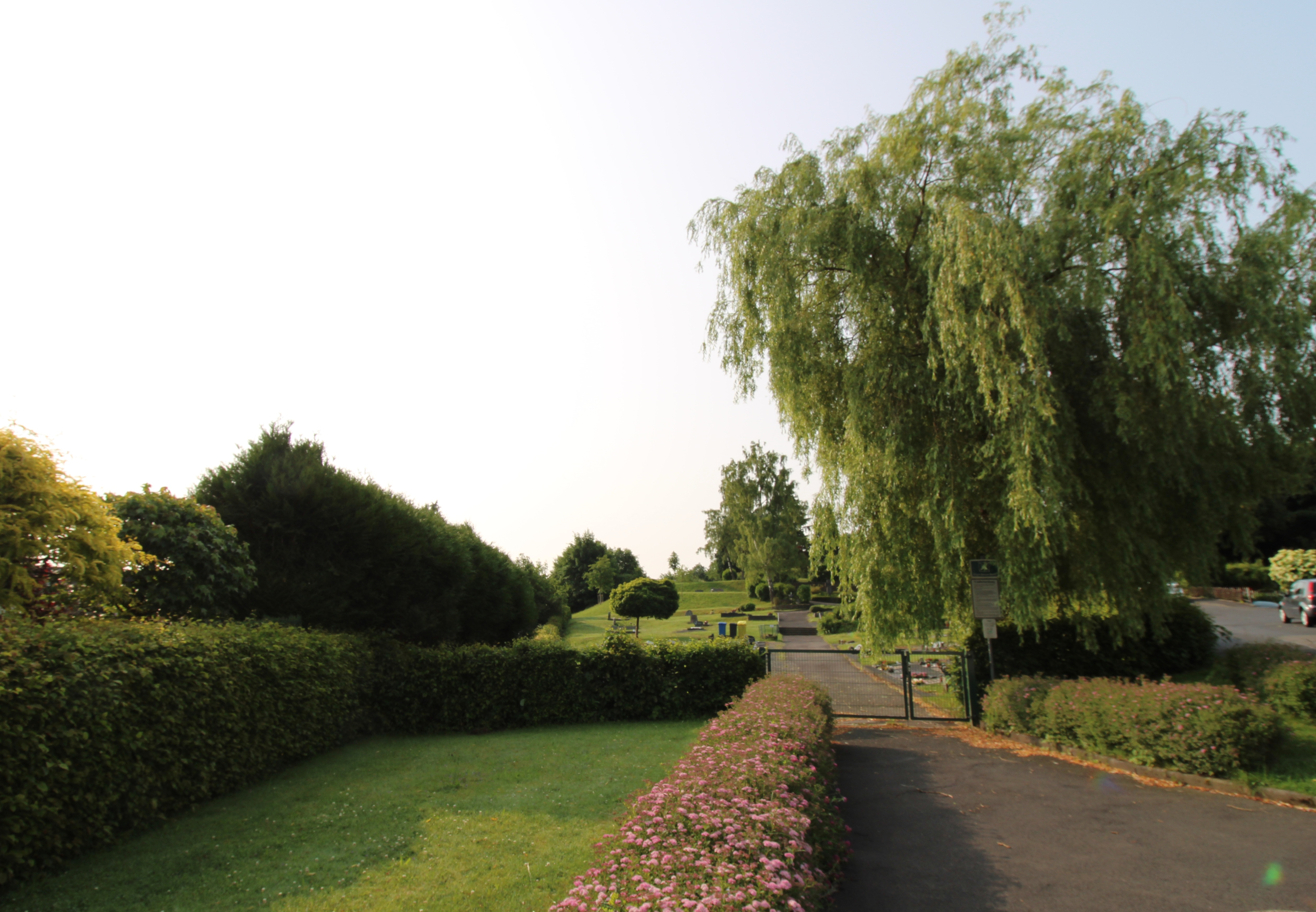
Friedhof Bruche
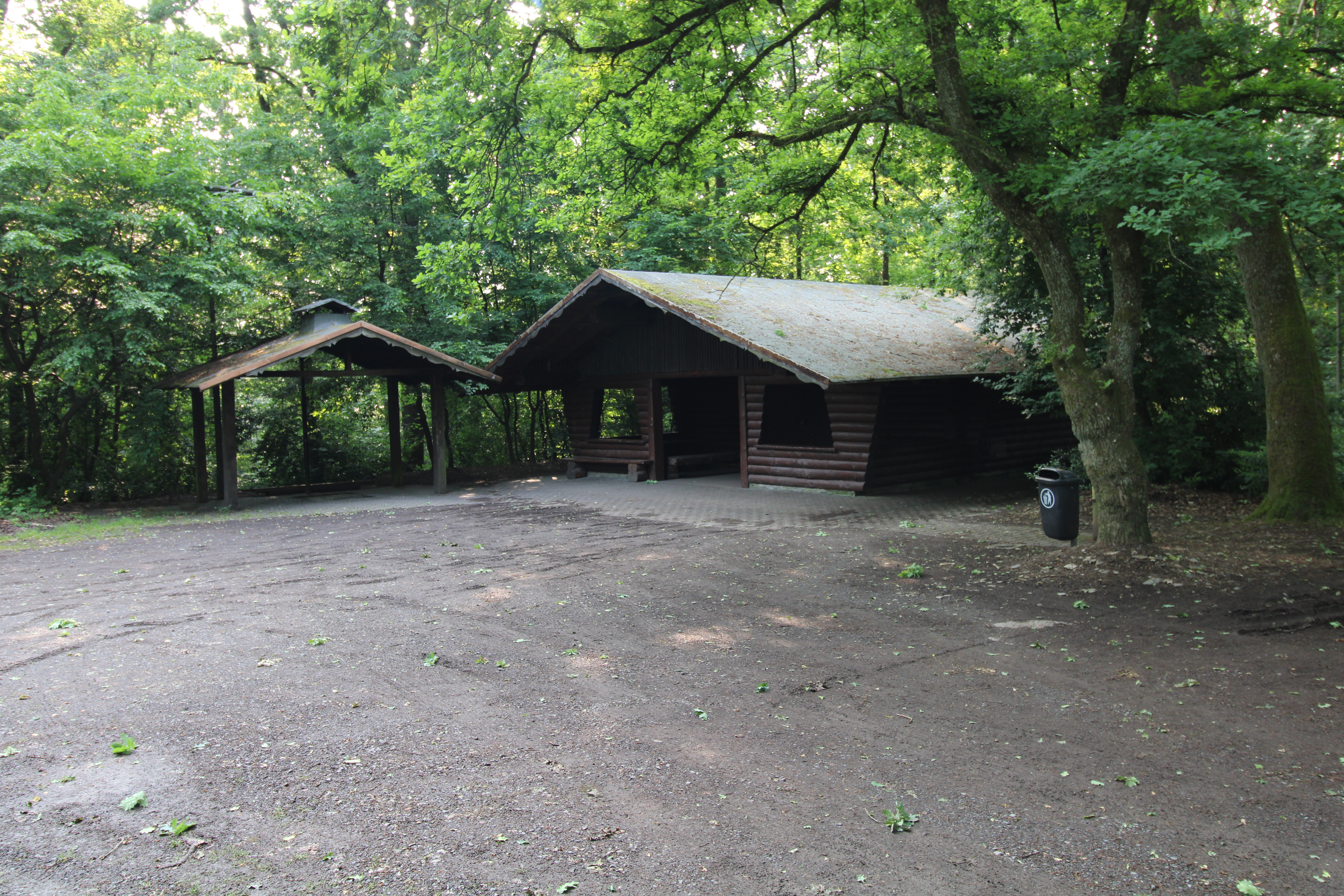
Grillhütte
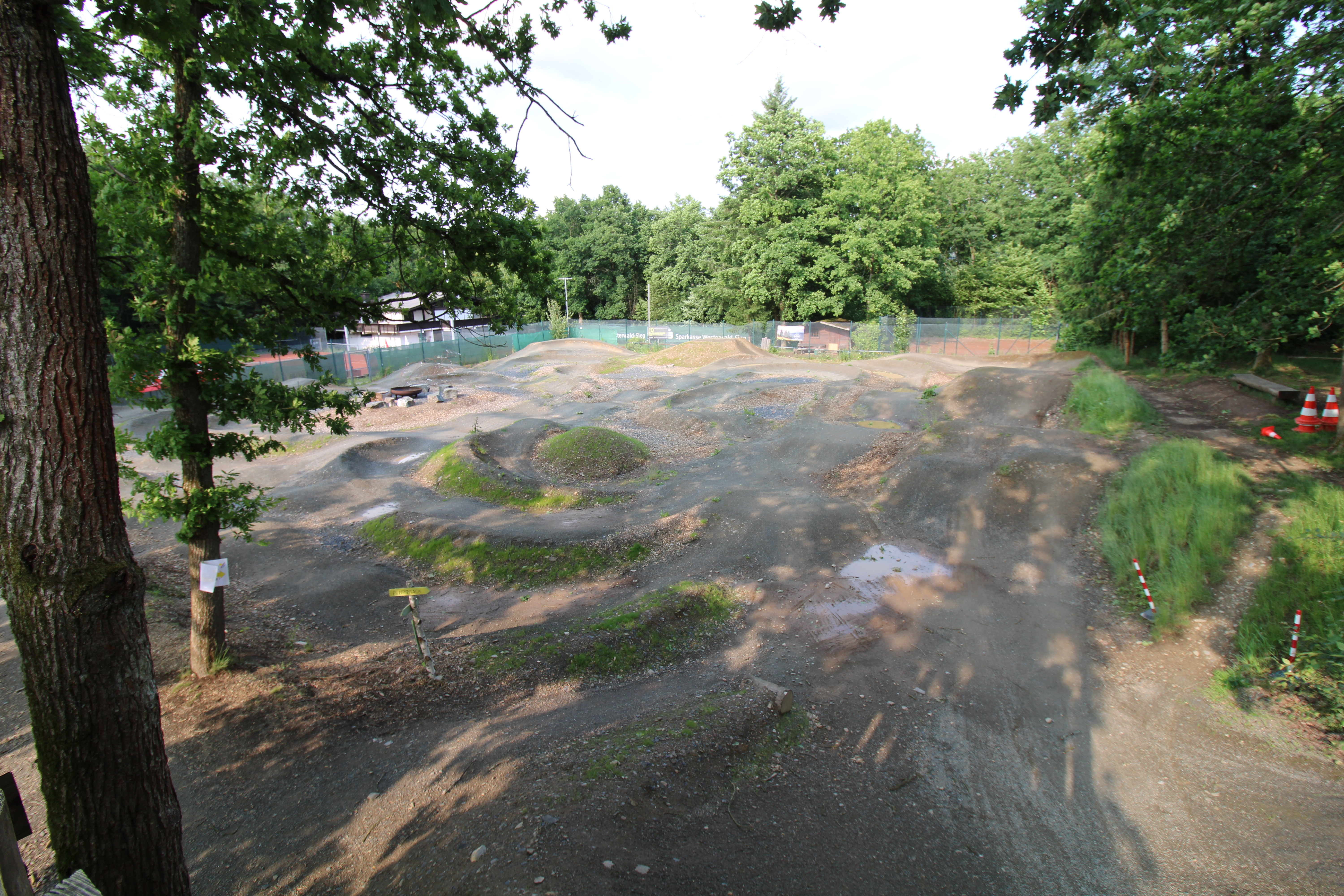
Pumptrack Betzdorf-Bruche
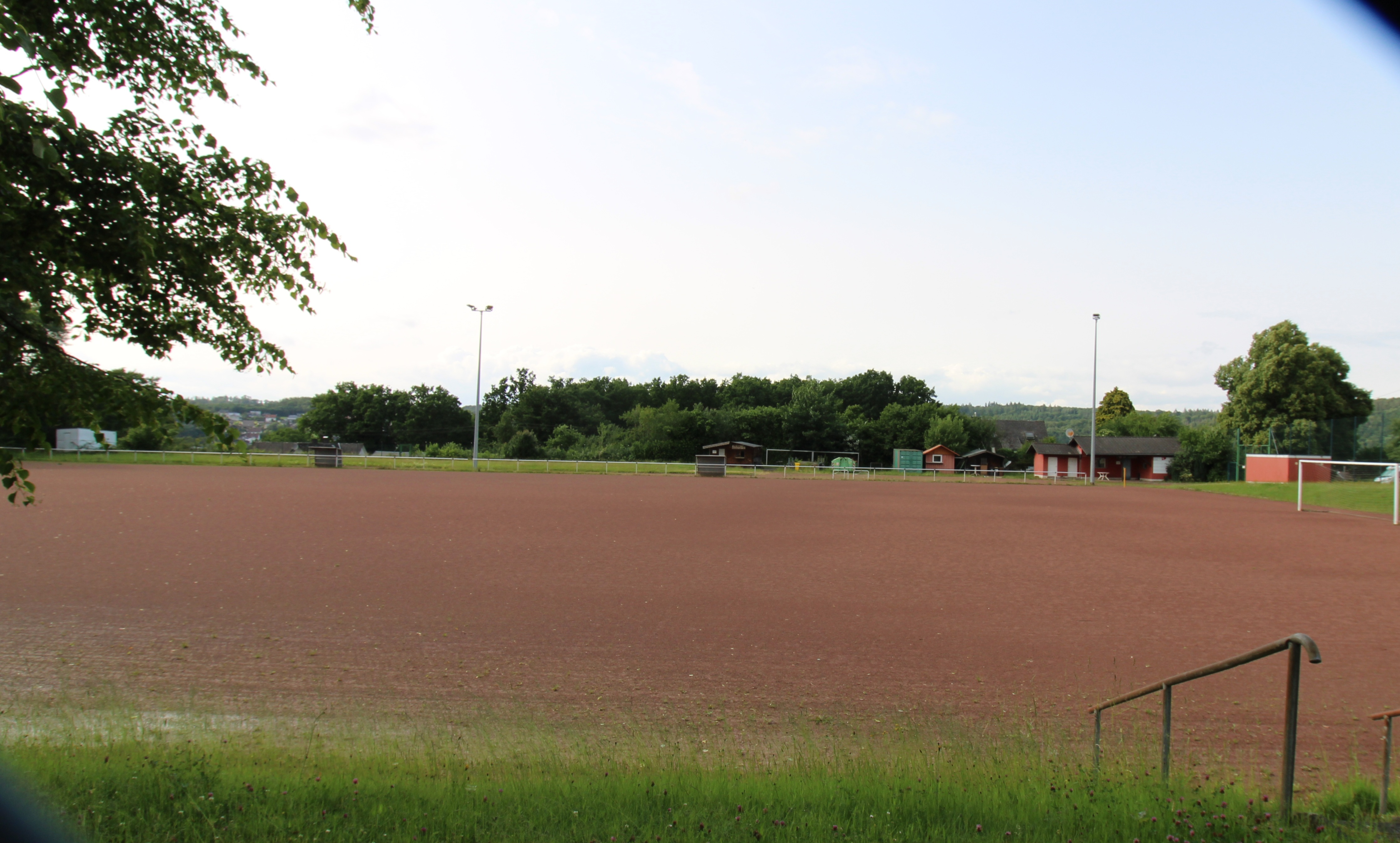
Brucher Sportplatz

Neben der Christophorus Grundschule liegt der 1923 eröffnete Brucher Sportplatz, auf dem noch auf Asche Fußball gespielt werden kann. Der SV Betzdorf-Bruche trug bis zur Fusionierung mit der SG Grünebach hier seine Heimspiele aus.

## Industrie
Bedingt durch den Gleisanschluss an die Siegstrecke, die den Stadtteil im Norden passiert, haben sich im Laufe der Zeit große Industrieunternehmen am Rande des Ortes angesiedelt, unter anderem die Schäfer Werke mit ihrem Schäfer Shop und Wolf Geräte. Letztgenanntes wurde 1922 von August Wolf und seinen Söhnen Gregor und Otto, die aus Betzdorf stammten, gegründet. In den 1990ern verlegte Wolf Geräte seinen Firmensitz aus der Betzdorfer Wilhelmstraße komplett nach Bruche und benannte sich ab 1996 in „Wolf Garten“ um; 2009 musste das Unternehmen Insolvenz anmelden und wurde verkauft.

## Verkehr
Bruche ist mit dem ÖPNV-Netz über drei Westerwaldbus-Linien an die Innenstadt Betzdorfs und die Nachbarorte Scheuerfeld und Wallmenroth sowie seit Juni 2025 auch über eine Nachtbus-Linie bis nach Gebhardshain angebunden. Von dort bestehen weiterführende Anschlussmöglichkeiten an weitere Buslinien ins Umland sowie in Betzdorf und Scheuerfeld an den überregionalen Zugverkehr auf der Siegstrecke, an die Hellertalbahn sowie an die Daadetalbahn.
Durch Bruche verläuft die Kreisstraße K 106 über die Gäulenwald- und Scheuerfelder Straße.
Wichtig für Bruche, aber auch für die dort ansässigen Unternehmen, ist die 1968 eröffnete und mit 232 Meter Länge Betzdorfs längste Brücke, im örtlichen Sprachgebrauch „Siemag“-Brücke genannt, die die Karl-Stangier- und die Industriestraße mit der Kölner Straße (B 62) verbindet. Sie überspannt die Siegstrecke und den ehemaligen Rangierbahnhof. Benannt ist sie nach dem ab 1962 nahe der Brücke ansässigen Unternehmen Siemag (Siegener Maschinenbau AG), das heute an gleicher Stelle als Rexnord firmiert. Die Brücke ist mittlerweile in bedenklichem Zustand und muss bald ersetzt werden (Stand Sommer 2025). Auch die kleinere, die Sieg überspannende Brücke (68 m, Baujahr 1961), die als Verbindung zwischen der großen Siemag-Brücke und der B 62 dient, ist in kritischem Zustand und könnte bei dem kleinsten noch auftretenden Mangel umgehend gesperrt werden (Stand Sommer 2025).
Des Weiteren gab es mehrere Jahrzehnte lang eine Fußgängerbrücke über die Sieg zwischen Wallmenroth und Bruche, die als Brücke „Am Fahrendrieschen“ bezeichnet wurde. Mitte der 2000er-Jahre verfiel sie in immer schlechteren Zustand, weshalb sie am 31. Januar 2008 gesperrt wurde. Da die Kosten und der Umfang der Sanierungsarbeiten den finanziellen Rahmen sowohl der Gemeinde Wallmenroth, als auch der Stadt Betzdorf, die sich die Kosten teilen würden, weit übersteigen, wurde sie seitdem nicht mehr wiedereröffnet.

## Politik
Obwohl Bruche Betzdorfs größter Stadtteil ist, ist er nicht als Ortsbezirk ausgewiesen und verfügt daher nicht, wie beispielsweise Dauersberg, über einen eigenen Ortsbeirat. Dies liegt insbesondere daran, dass die Grenzen zwischen Betzdorf und Bruche heute optisch kaum noch zu erkennen sind.

## Trivia

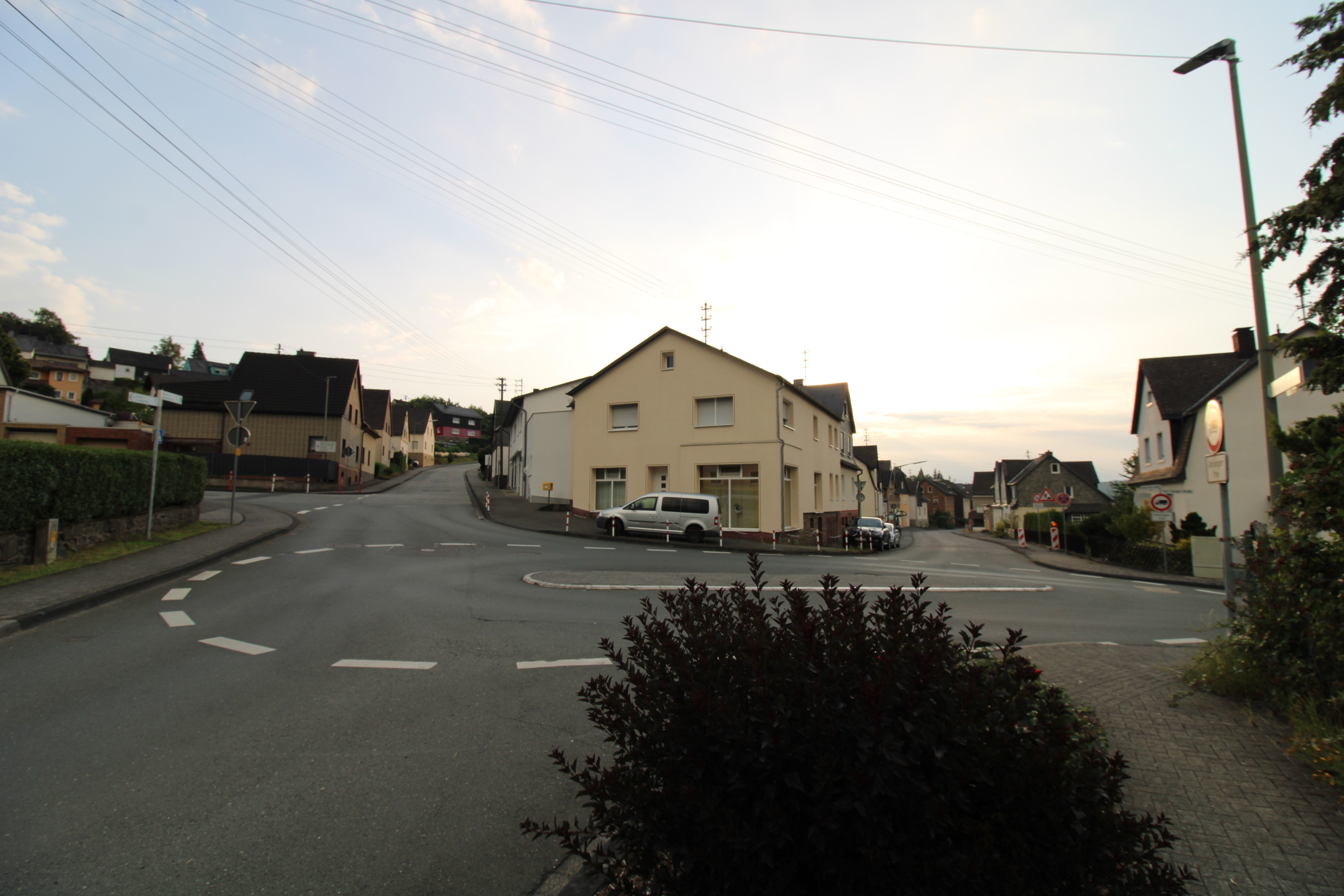
Das „Brööjer Ei“ im Jahr 2025. Anfang der 2000er war der mittige Bereich noch rötlich-orange markiert und der Minikreisverkehr glich so förmlich einem Spiegelei.

- Bewohner des Stadtteils bezeichnen sich im Dialekt als „die von Brooch/Bruche“ bzw. als „Brööjer“. Auf das „von Bruche“ wird hierbei besonderen Wert gelegt, da es vor allem aus ortsfremder Sicht wie ein Adelsprädikat klingt. Jedoch entstammt das „von“ hier eher dem Dialekt und steht für „aus Bruche“.
- Einige ältere Bürger Bruches erzählen gerne die Anekdote, dass zum Ende des Zweiten Weltkriegs im April 1945 amerikanische Streitkräfte auf ihrem Vormarsch nach dem Ort „Lasdorf“ gesucht hätten, der in ihren Karten verzeichnet war. Lasdorf war jedoch nie eine eigenständige Gemeinde, sondern seit jeher Teil Bruches.[7]
- Der bei der Fußball-Weltmeisterschaft 1990 im Olympiastadion Rom verlegte Rasen stammte aus dem Hause Eurogreen in Bruche.[32]
- Anfang der 2000er Jahre wurde der Fünf-Straßen-Kreuzungsbereich Scheuerfelder Straße/Gäulenwald-/Friedrich-Ebert-/Karl-Stangier-Straße durch einen Kreisverkehr ersetzt; umgangssprachlich „Brööjer Ei“ genannt. Es handelt sich dabei um einen sogenannten Minikreisverkehr, da sonst aufgrund ihrer Wendekreise Lkw und Busse keine Möglichkeit mehr hätten, diesen Bereich zu passieren. Da der Kreisverkehr von oben betrachtet einem Spiegelei ähnelt, scherzte man in Bruche anfangs, dass der „ein oder andere Scheuerfelder sich im Brucher Ei bereits verfahren hätte“.

## Persönlichkeiten
- Karl Stangier (1844 – 1913), Kommunalpolitiker; nach ihm ist die Karl-Stangier-Straße benannt.[8]
- Peter Günther (1882 – 1918), Radsportler; ist in Bruche geboren und aufgewachsen.
- Bernd Brato (* 1959), Politiker; ist in Bruche aufgewachsen, Bürgermeister der Stadt Betzdorf von 2007 bis 2024.
- Jürgen Alzen (* 1962 in Kirchen), Automobilrennfahrer; ist in Bruche aufgewachsen und bis heute dort ansässig.
- Uwe Alzen  (* 1967 in Kirchen), Automobilrennfahrer; ist wie sein älterer Bruder Jürgen in Bruche aufgewachsen.